# Ernst Oswald Johannes Westphal
Ernst Oswald Johannes Gotthard Gotthilf Westphal (* 1919 in Khalava in Transvaal, Südafrikanische Union; † 27. November 1990 in Bredasdorp) war ein südafrikanischer Linguist und ein Experte für Bantu- und Khoisansprachen mit internationalem Wirkungskreis.

## Leben und Werk

### Frühe Jahre und Schulausbildung
Westphal wurde 1919 in Khalava im Norden der Provinz Transvaal, als Sohn deutscher, evangelisch-lutherischer Missionare, geboren und sprach schon als Kind fließend Deutsch, Englisch und Afrikaans. Er erlernte ebenfalls schon als Kind Tshivenda, die in der Region gesprochene Bantusprache der Venda, in deren teilweise geheime Initiationsriten er schon als junger Mann eingeführt wurde.

### Studium und Einstieg in die akademische Laufbahn
Westphal studierte an der Witwatersrand-Universität in Johannesburg isiZulu und Sesotho bei Professor Clement Martyn Doke, der seinerseits bis heute als einer der wichtigsten Sprachforscher auf dem Gebiet der Bantusprachen gilt. So ist beispielsweise die vereinheitlichte Rechtschreibung der Shona-Sprache in wesentlichen Teilen auf die Arbeiten von Clement M. Doke zurückzuführen. Nach Abschluss seines Studiums arbeitete Ernst Westphal von 1942 bis 1947 an seinem Studienort weiterhin als Dozent für Bantusprachen.

### Arbeit als Sprachwissenschaftler
Von 1949 bis 1962 wirkte er als Wissenschaftler und Dozent an der London School of Oriental and African Studies – einem Institut der Universität London, wo er 1955 mit einer Dissertation The Sentence in Venda über die Sprache der Venda (Tshivenda) promovierte. Diese Dissertation ist insofern bemerkenswert, als Ernst Westphal praktisch keine externen Quellen benutzen konnte (solche waren kaum vorhanden) und für diese Arbeit fast ausschließlich die eigenen Forschungsergebnisse ausgewertet hat.
1962 wechselte er als Professor an das Institut für Afrikanische Studien (School of African Studies) der Universität Kapstadt, dessen Lehrstuhlinhaber er bis zu seiner Emeritierung im Jahre 1984 war. Während dieser Zeit wurde er zu einer der weltweit führenden Kapazitäten für die Klicklaut Sprachen der San (Buschmänner) und Khoi Khoi (auch Nama, Orlam oder Hottentotten) – Khoisansprachen, von denen er viele fließend beherrschte.
Im Auftrag der portugiesischen Regierung war Westphal (der im Übrigen auch fließend Portugiesisch sprach), an wissenschaftlichen, lexikalischen Projekten beteiligt, bei denen er eine Vielzahl alter Texte und Inschriften, die man in Mosambik entdeckt hatte, ins Portugiesische übersetzte. Dabei arbeitete er auch mit dem portugiesischen Volkskundler, António de Almeida (1900–1984) zusammen.

### Familie und Privates
Die Familie Westphal war schon seit über hundert Jahren sehr stark in die ländliche Kultur der einheimischen Völker Südafrikas integriert – insbesondere in das Stammesleben der Venda-Volksgruppe. Sein Großvater Gotthilf Ernst Westphal war es, der das schriftstellerische und politische Talent des jungen Tswana-Zöglings Sol Plaatjes erkannt hatte und den späteren Mitbegründer und ANC-Generalsekretär massiv förderte. Sol Plaatje war ebenso wie Westphal außerordentlich sprachbegabt und sprach unter anderem auch fließend Deutsch.
Westphal war auch einer der Mitbegründer der South African National Foundation for the Conservation of Coastal Birds (SANCCOB). Er hinterließ zwei Söhne: Robin Peter Westphal (geb. 1945) und den südafrikanischen Philosophie-Professor Jonathan Gotthard Westphal (geb. 1951).
Westphal starb am 27. November 1990 in Bredasdorp in der Kap-Overberg-Region und ist in dem kleinen schottischen Ort Port Appin (gael. An Apainn) begraben. Seinen Grabstein ziert die Inschrift „A True Son of Venda“ (dt. „Ein wahrer Sohn der Venda“). Zwei Jahre nach seinem Tod, wurde von Derek F. Gowlett zu Ehren von Ernst Westphal eine Festschrift unter dem Titel African linguistic contributions: presented in honour of Ernst Westphal herausgegeben.